# Rochet-Schneider

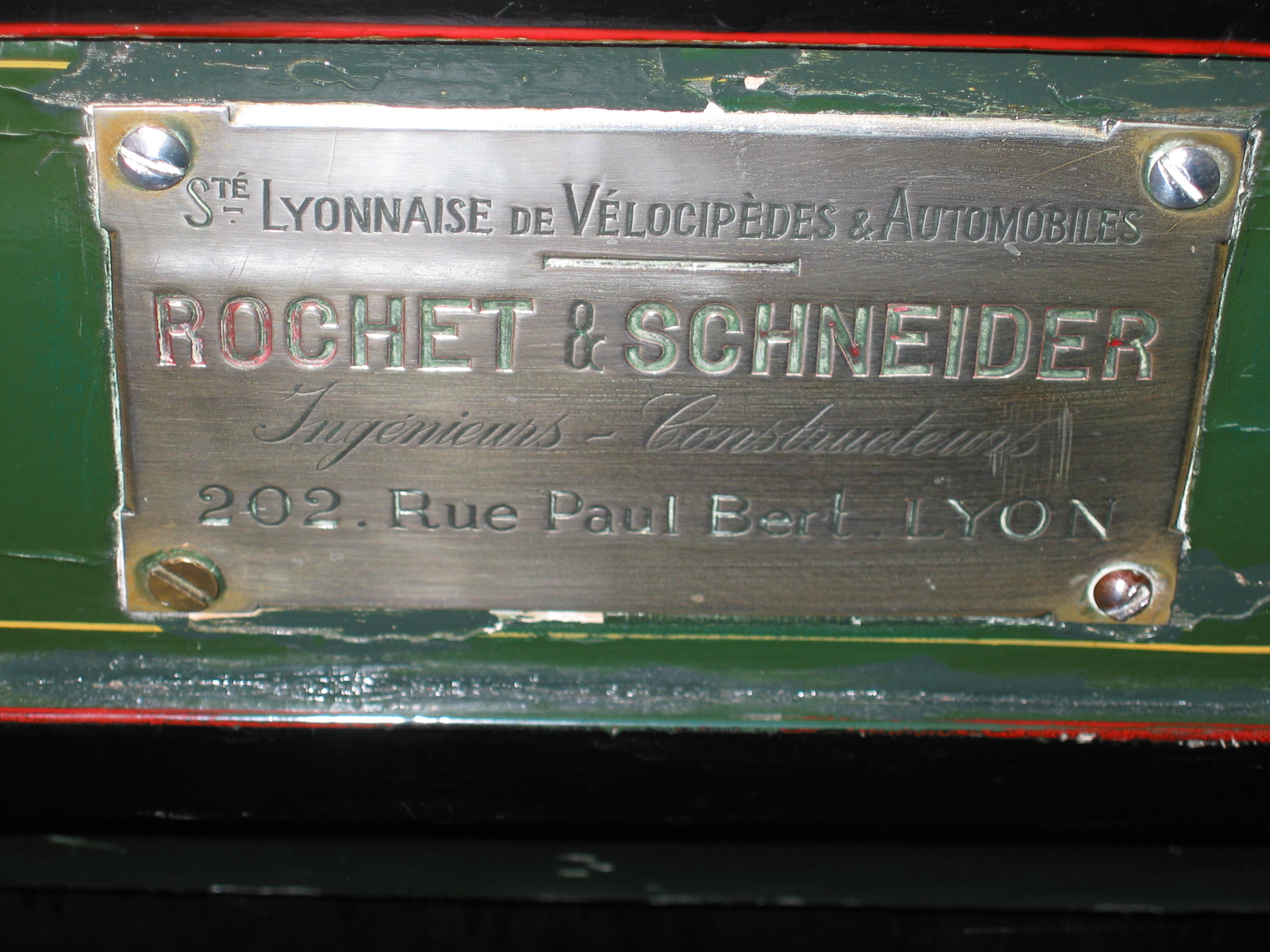
Emblem von Rochet-Schneider 1895

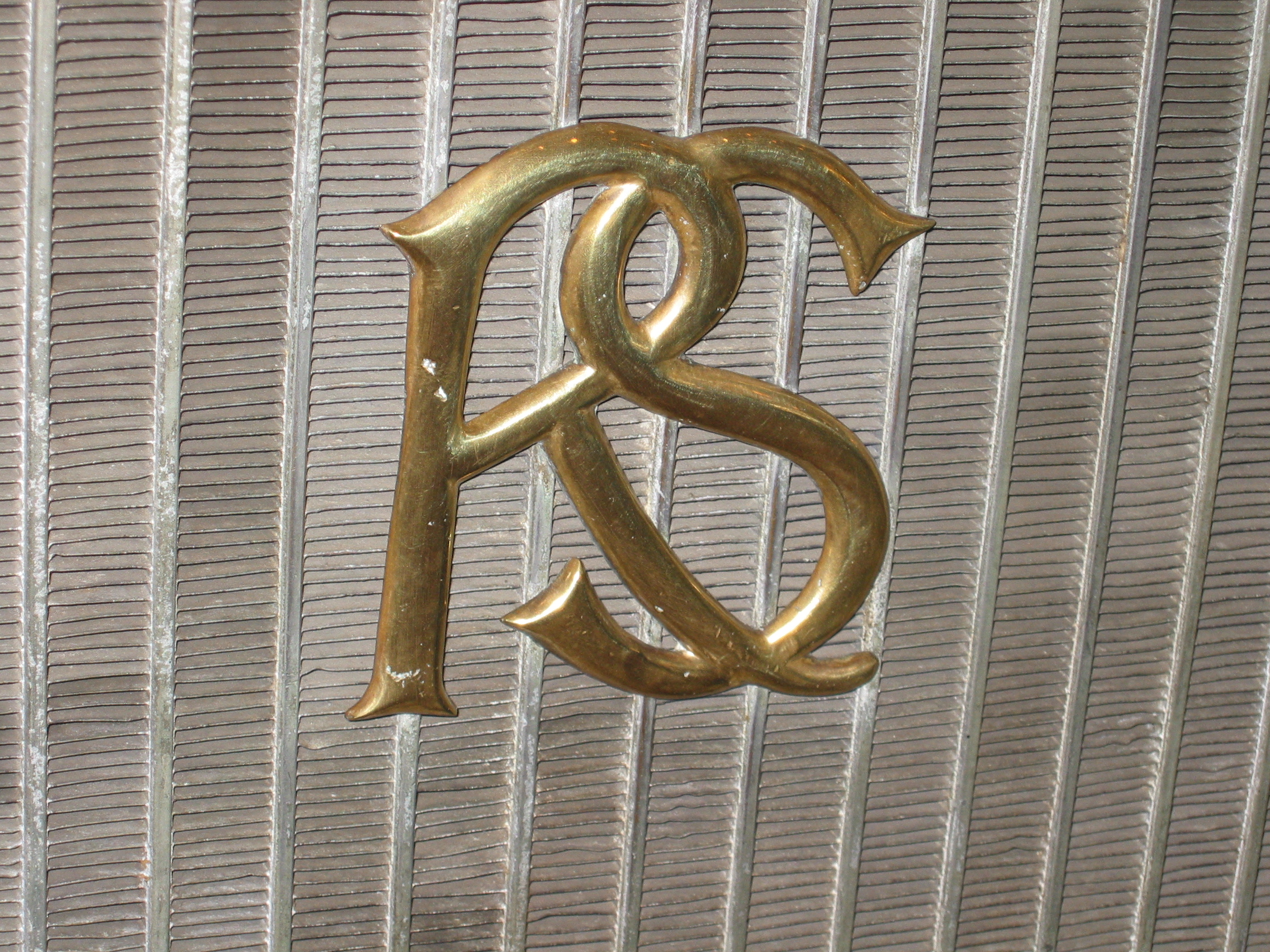
Emblem von Rochet-Schneider 1923

Die SA des Établissements Rochet-Schneider war ein französischer Hersteller von Automobilen.

## Unternehmensgeschichte
Das Unternehmen aus Lyon begann im Jahr 1894 mit der Produktion von Automobilen. Lizenzfertigungen entstanden durch Florentia, FN, Martini und Nagant.
Im Jahr 1932 endete die Produktion von Personenkraftwagen. Nutzfahrzeuge wurden bis 1951 hergestellt. Dann übernahm Berliet das Unternehmen.

## Fahrzeuge

### Bis 1918
Das erste Modell mit einem Einzylindermotor ähnelte dem deutschen Benz. Ab 1901 wiesen die Modelle 8 CV mit Zweizylindermotor und 12 CV mit Vierzylindermotor wie die Vorbilder von Panhard & Levassor Frontmotoren auf.
Später wurden eigenständige Modelle produziert.
- 1903 kam das Modell 20/22 CV auf den Markt.
- 1906 erschien das Modell 18 CV, dessen Motor 4400 cm³ Hubraum hatte.
- 1907 wurde das erste Sechszylindermodell vorgestellt, es hatte 10.900 cm³ Hubraum.
- 1911 bestand das Angebot unter anderen aus einem Vierzylindermodell mit 4800 cm³ Hubraum und einem Sechszylindermodell mit 5500 cm³ Hubraum.
- 1914 standen sechs Vierzylinder- und Sechszylindermodelle zur Wahl.

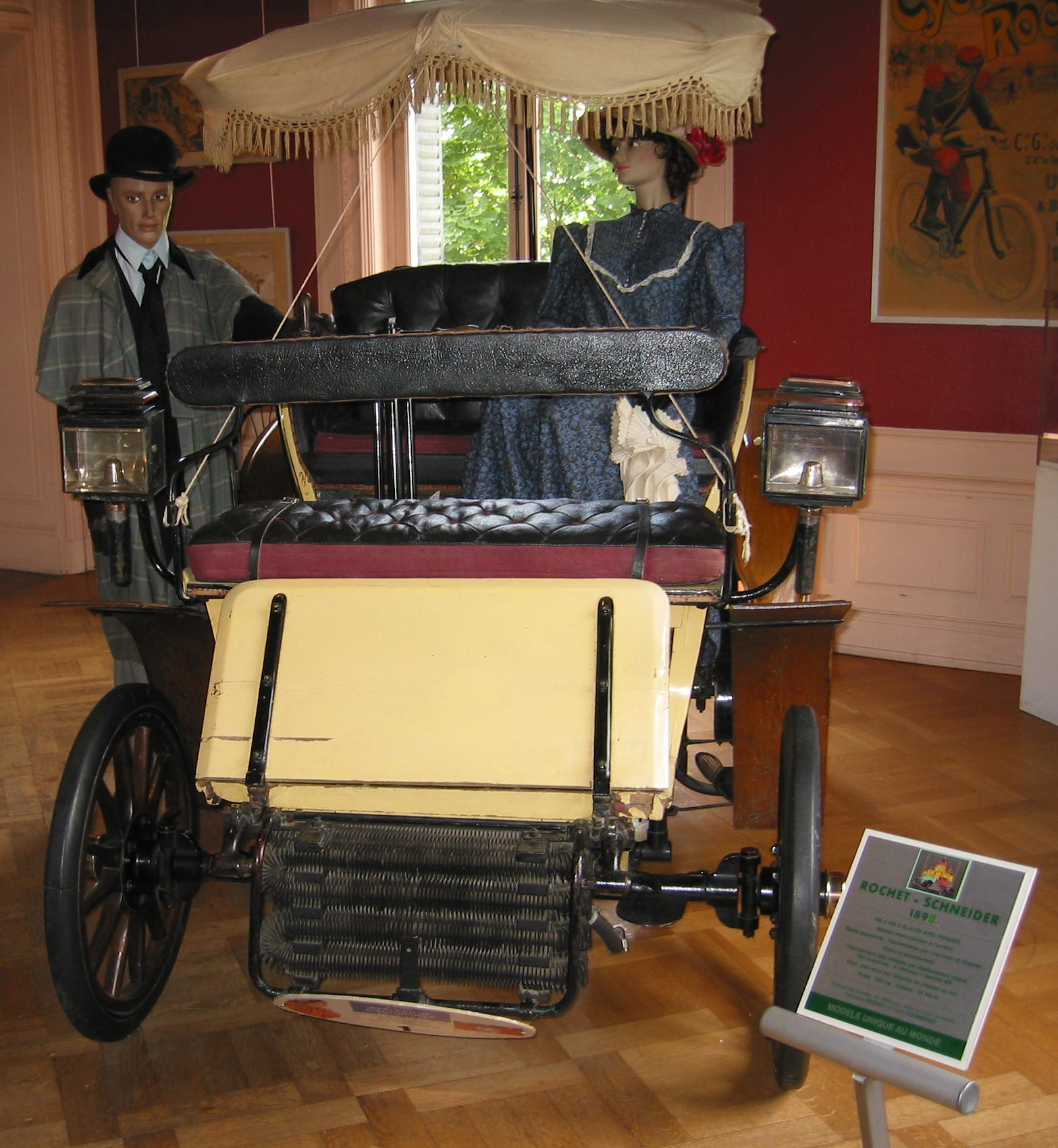
Rochet-Schneider (1898)
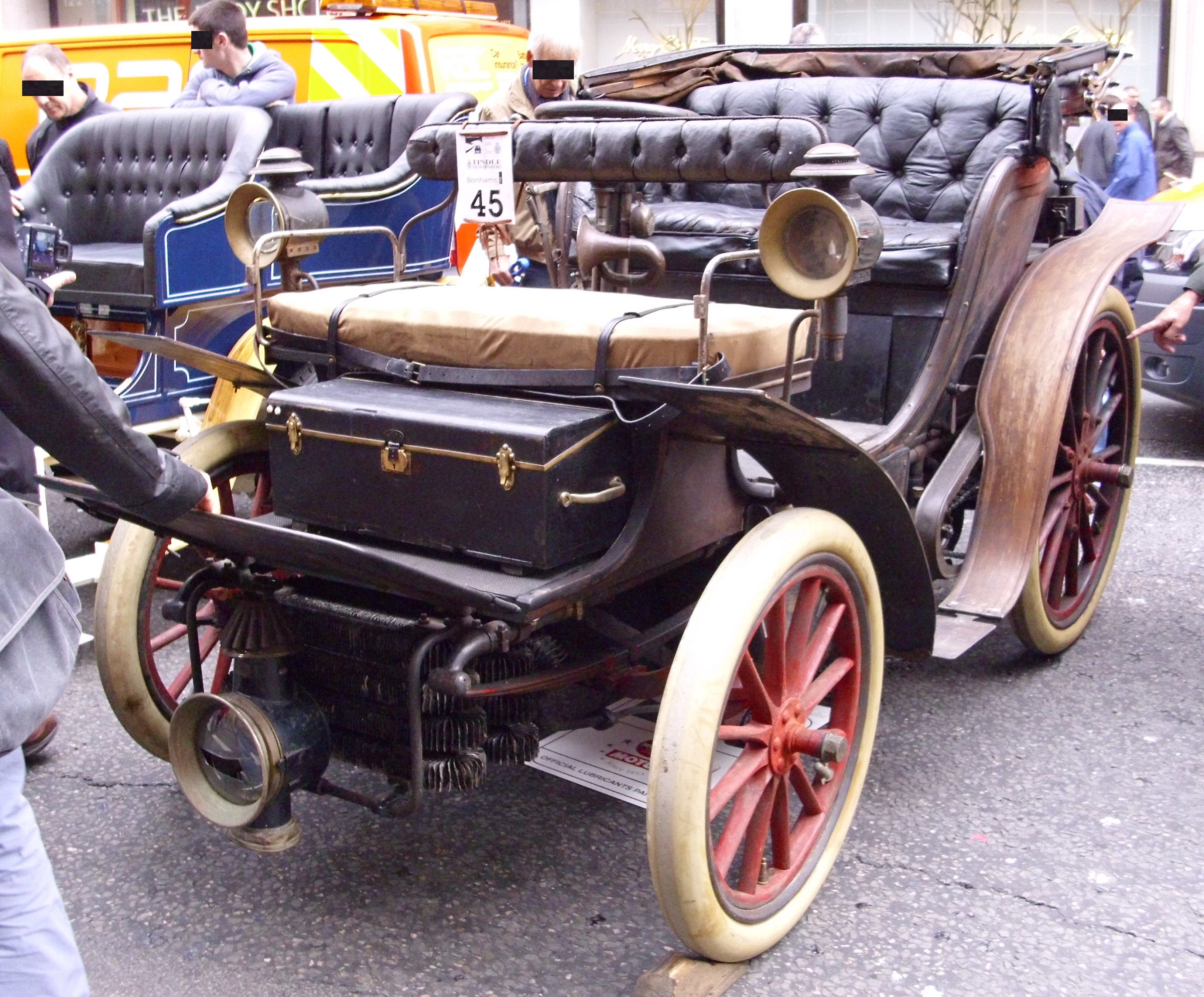
Rochet-Schneider (1899)
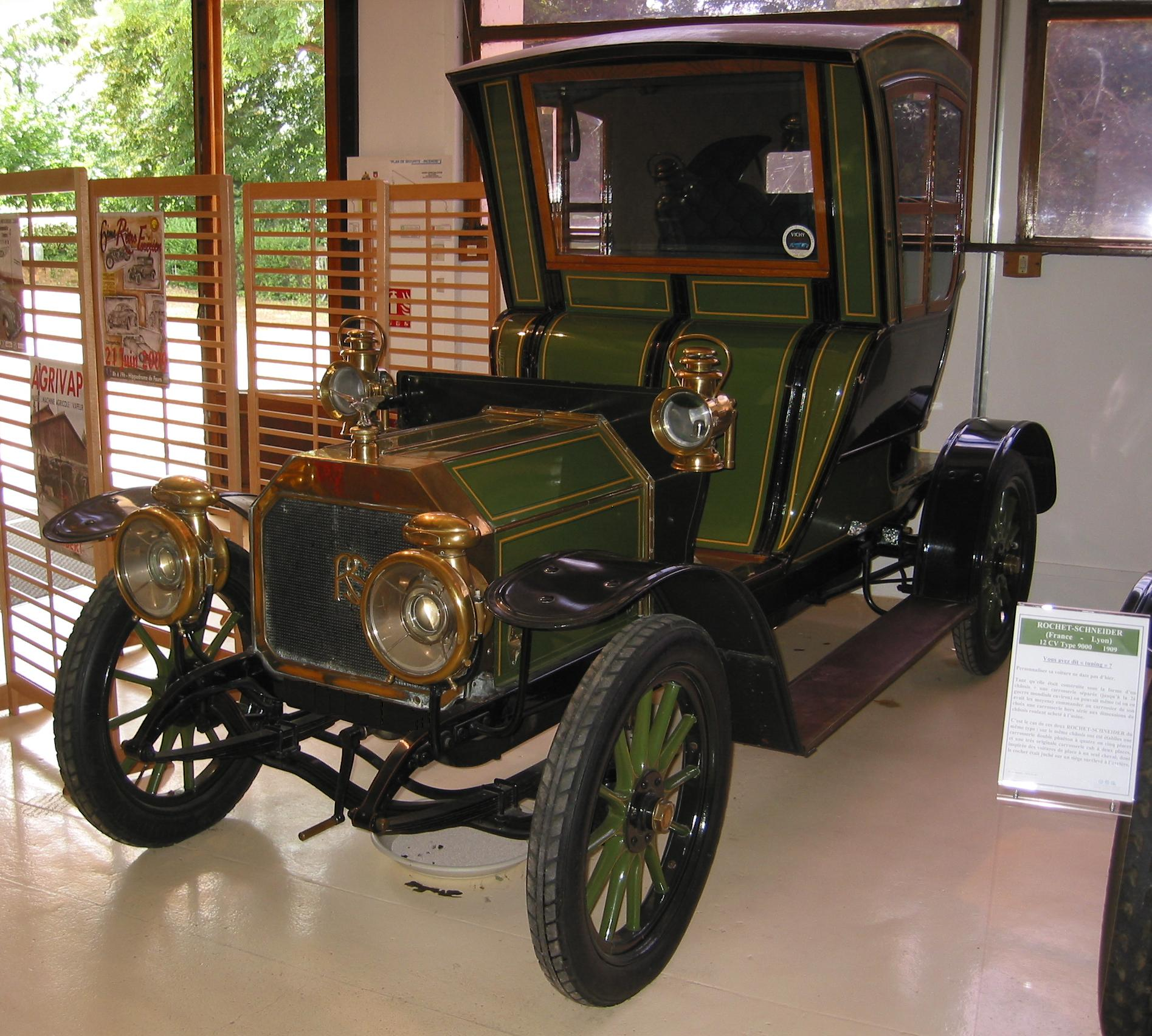
Rochet-Schneider (1909)
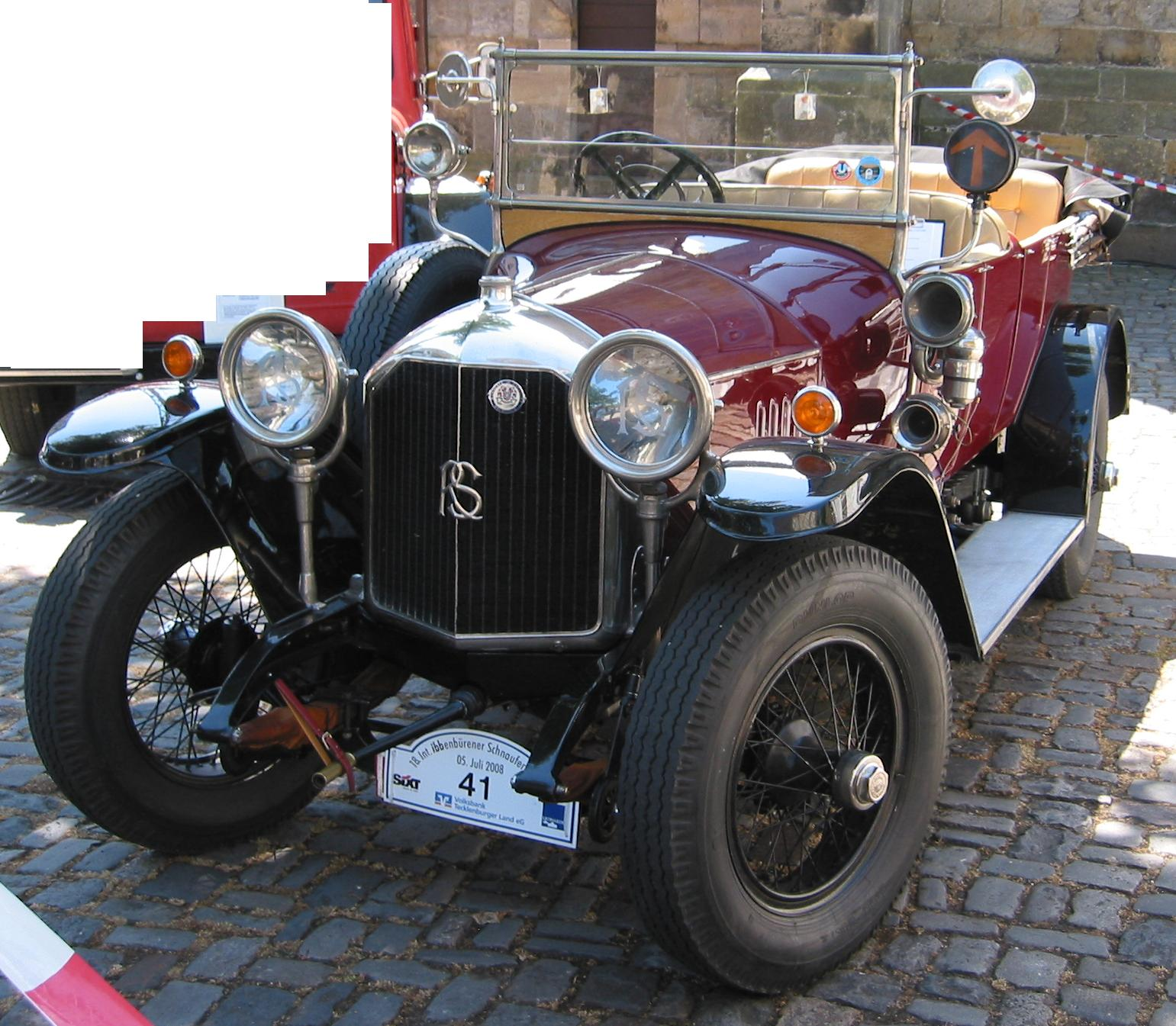
Rochet-Schneider (1918)
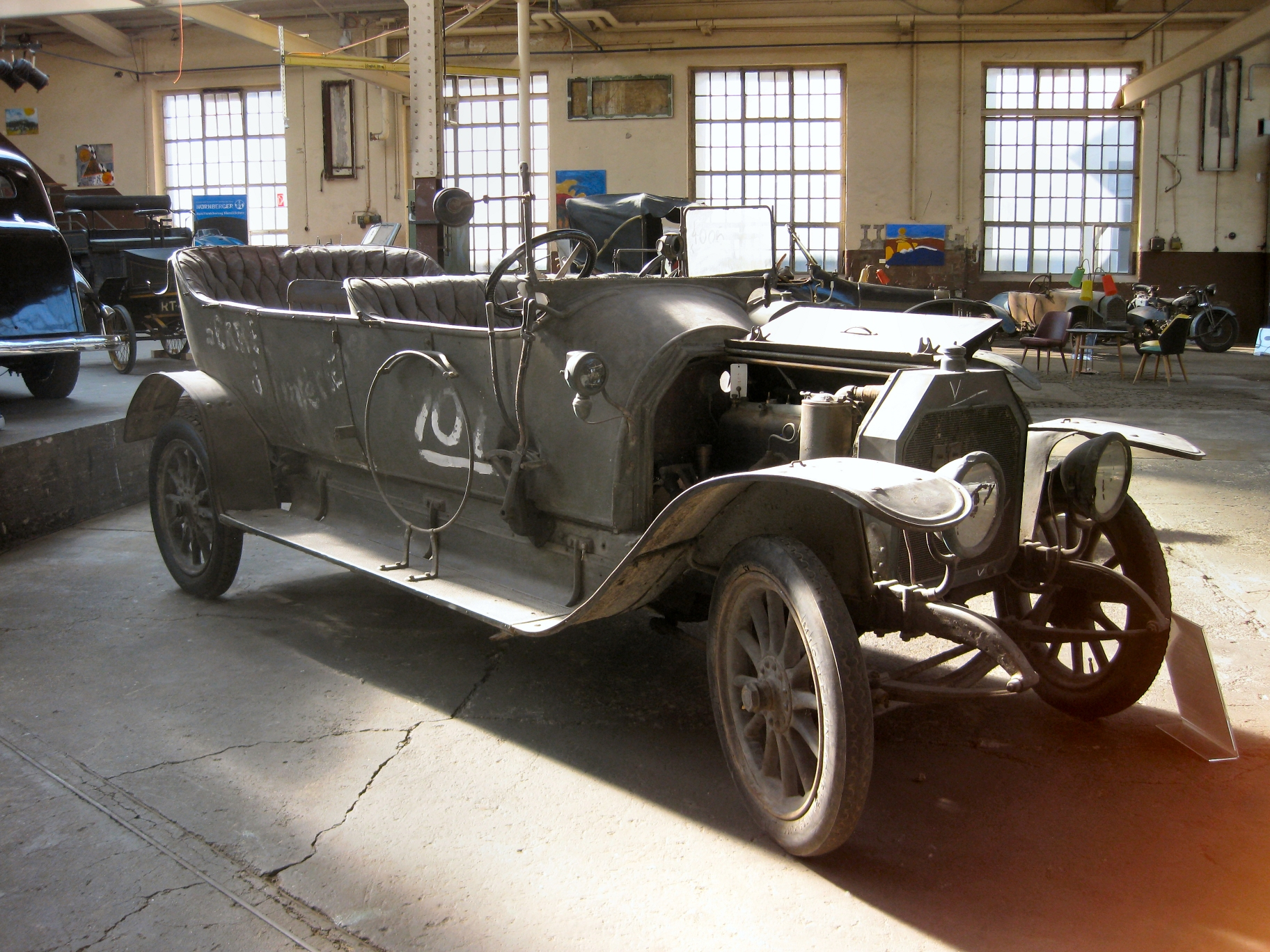
Rochet-Schneider 10000 (1912) aus Schlumpf-Depot
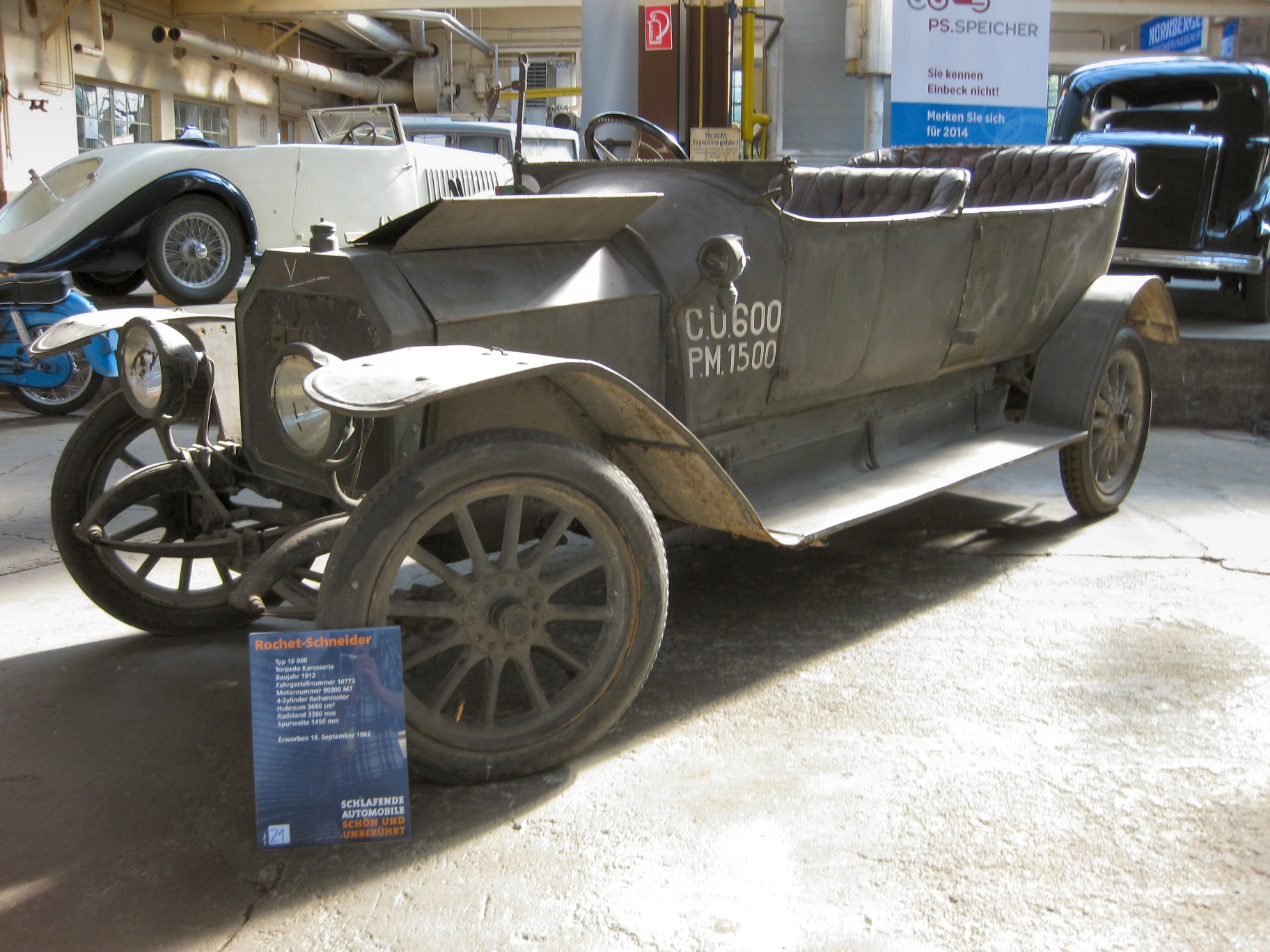
Rochet-Schneider 10000 (1912) aus Schlumpf-Depot
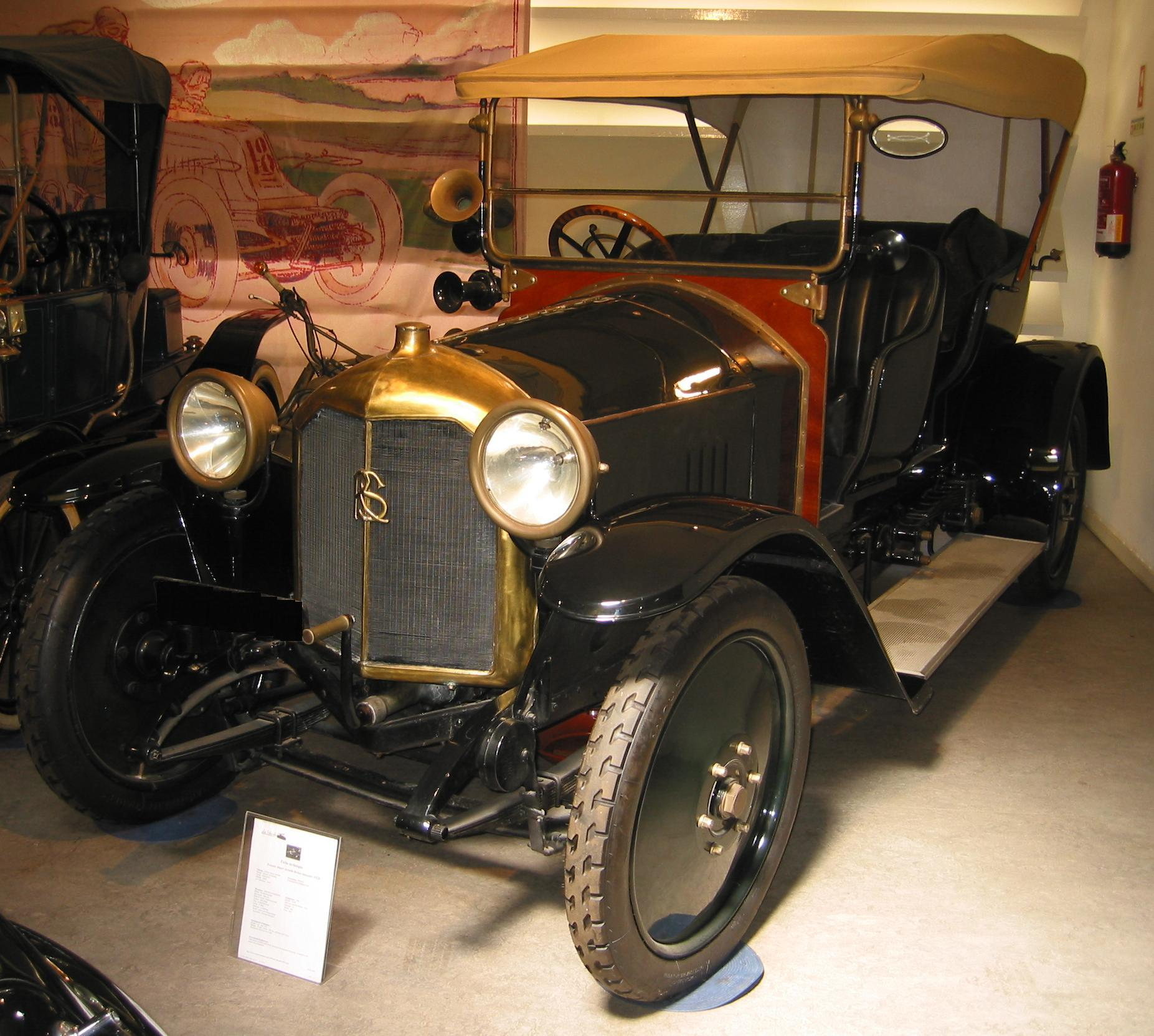
Rochet-Schneider 16500 (1924)
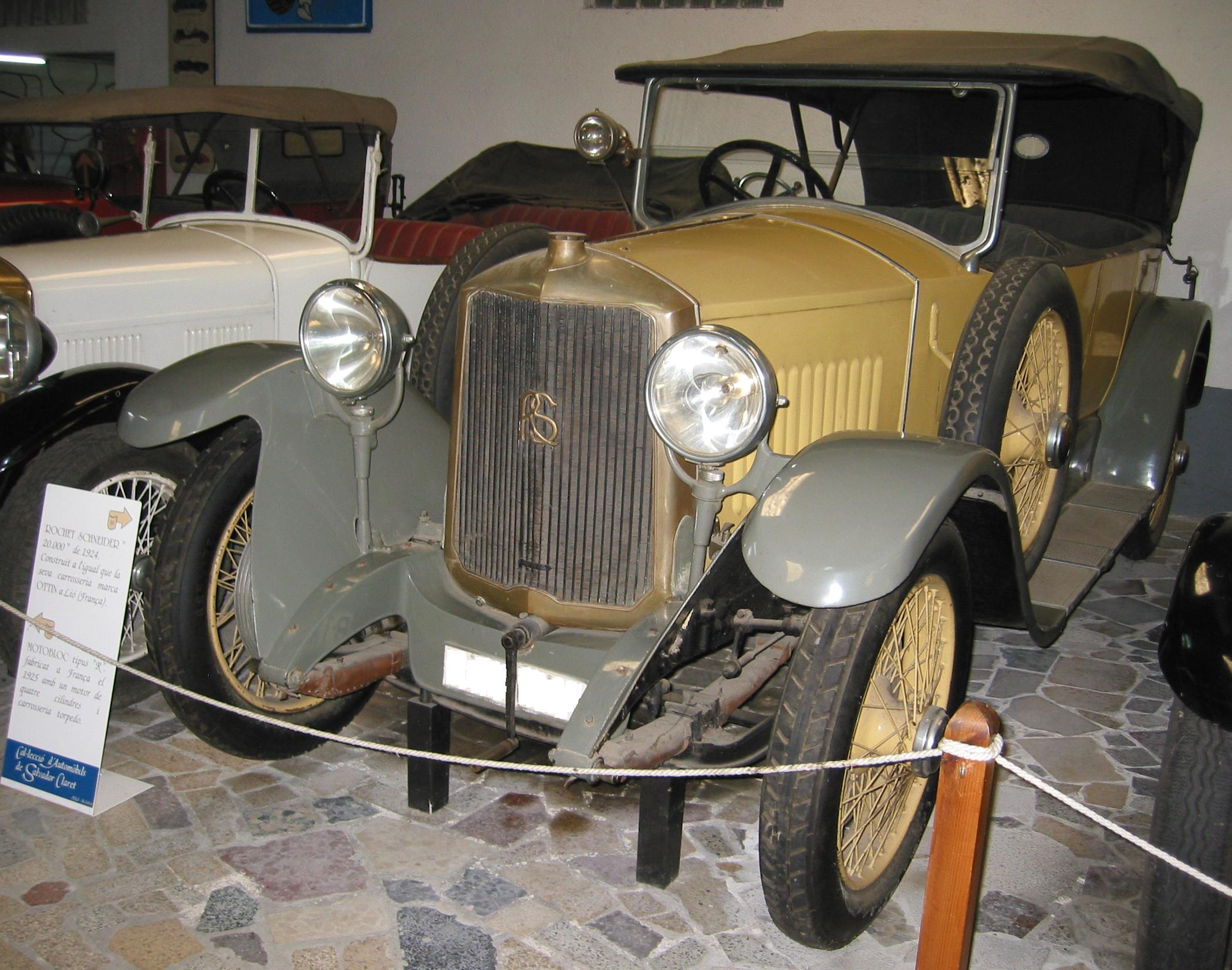
Rochet-Schneider 20000 (1924)
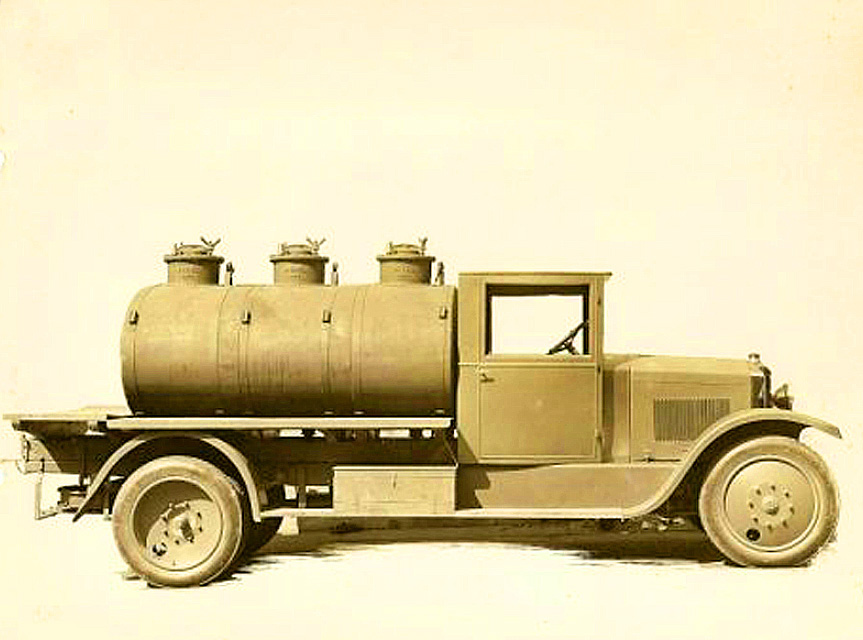
Nutzfahrzeug (1912)
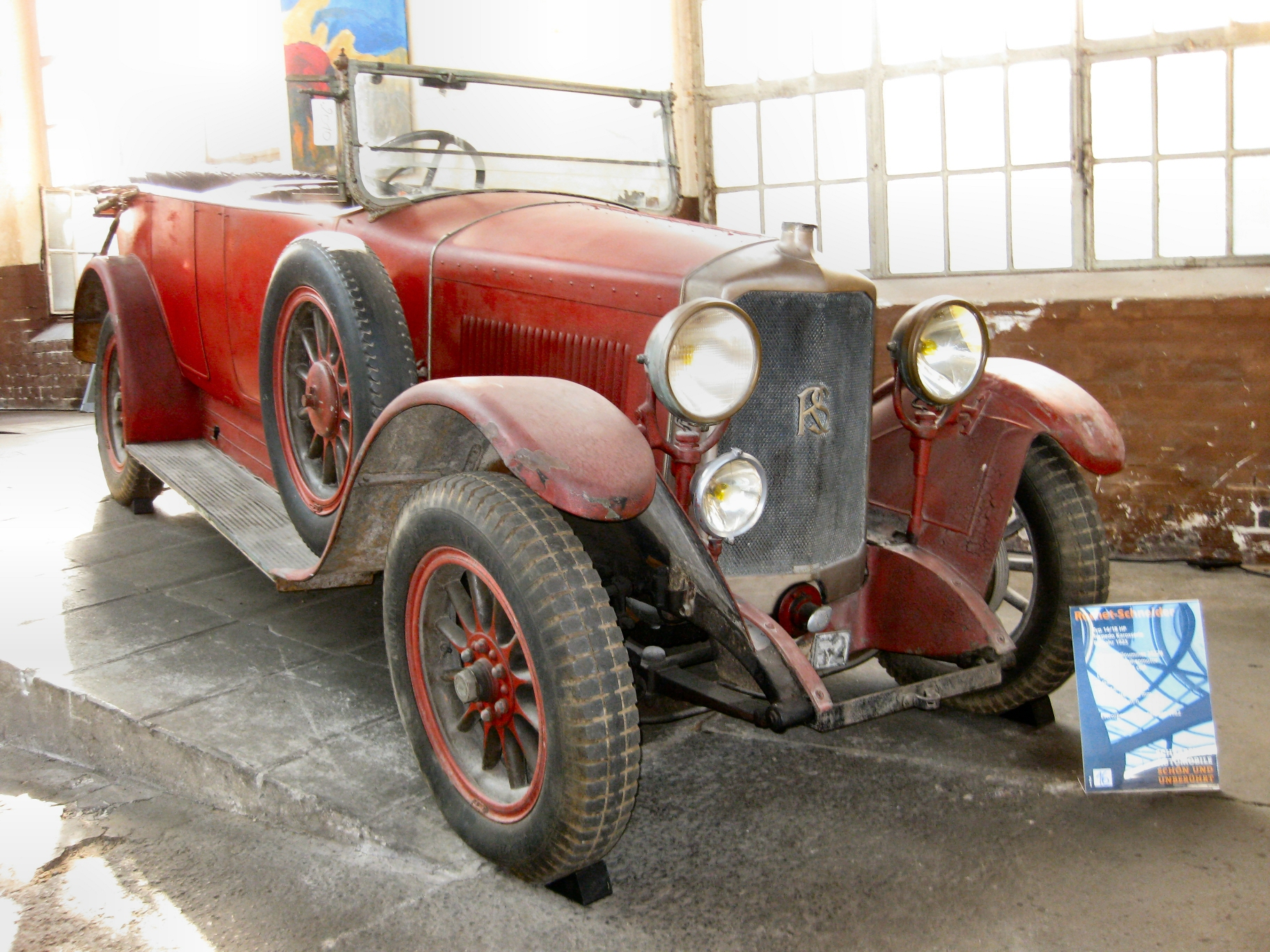
Rochet-Schneider Typ 14/18 (1925) aus Schlumpf-Depot
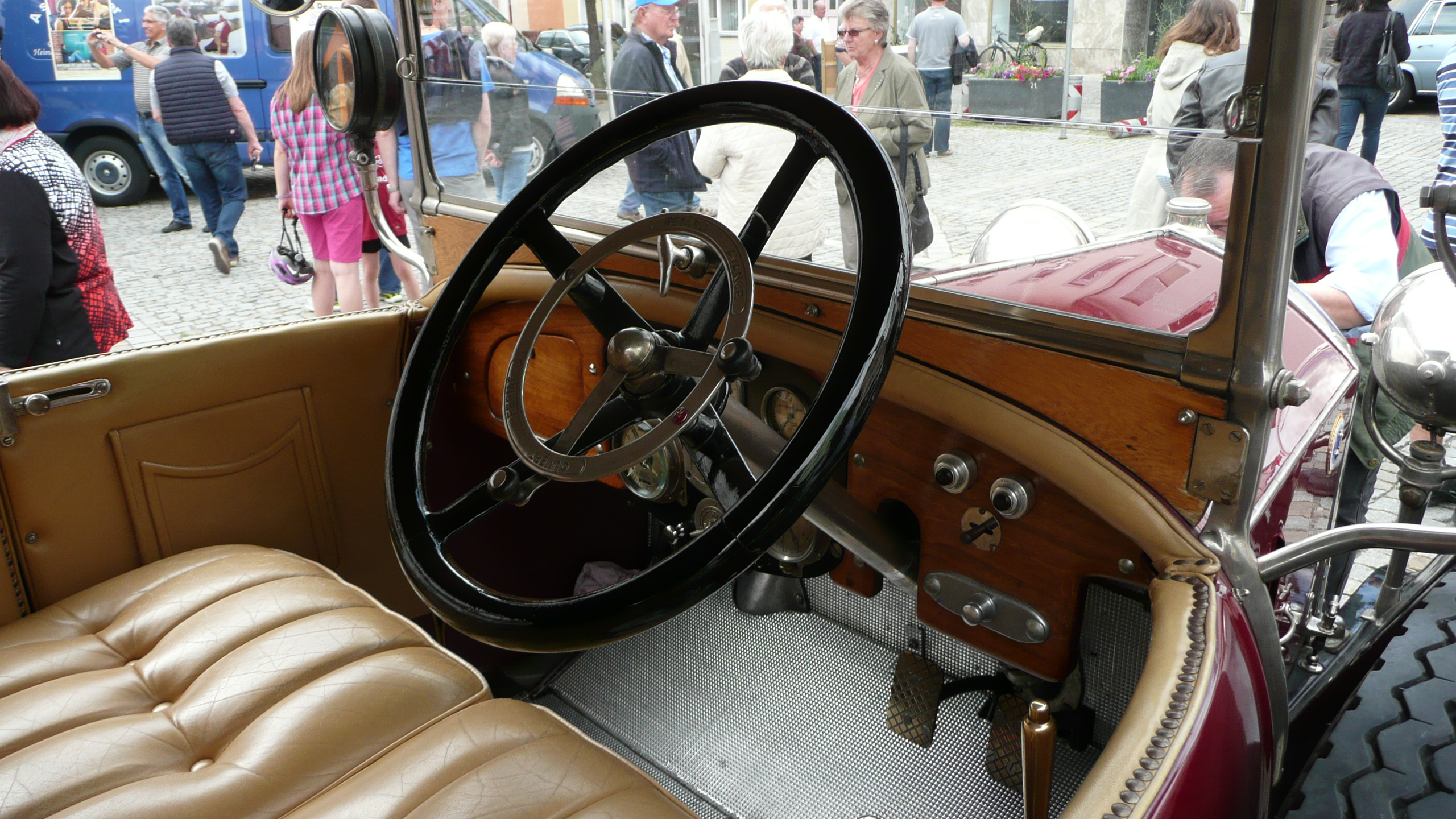
Rochet-Schneider (1918) Innenansicht
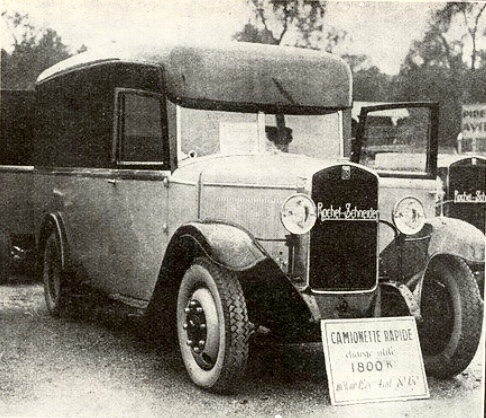
Rochet-Schneider von 1931; 1,8 t mit 3016 cm³ Hubraum (80 mm Bohrung, 150 mm Hub)

## Produktionszahlen Rochet-Schneider
Gesamtproduktion 1.363 LKW 1 ½ t vom sogenannten „Kriegslastwagen“ von 1914 bis 1918
| Typ       | Jahr | 1910 | 1911 | 1912 | 1913 | 1914 | 1915 | 1916 | 1917 | 1918 | 1919 | Summe |
| --------- | ---- | ---- | ---- | ---- | ---- | ---- | ---- | ---- | ---- | ---- | ---- | ----- |
| Diverse   |      | 457  | 622  | 826  | 882  |      |      |      |      |      |      |       |
| LKW 1 ½ t |      |      |      |      |      | 110  | 240  | 270  | 374  | 369  |      | 1.363 |
| PKW 18 PS |      |      |      |      |      |      |      |      | (    | 120) |      | 120   |
| PKW 25 PS |      |      |      |      |      |      |      |      | (    | 40)  |      | 40    |

### Ab 1919
Rochet-Schneider spezialisierte sich immer mehr auf Nutzfahrzeuge. Daneben bot sie Automobile der gehobenen Mittelklasse und Oberklasse an, die in immer geringerer Zahl hergestellt wurden, bis dann in den 1930er Jahren ihre Produktion ganz aufgegeben wurde. Folgende Typen wurden gebaut:
- 12CV: gebaut 1919 bis 1924, 4 Zylinder, 2613 cm³ Hubraum (Bohrung × Hub 80 × 130 mm), 29 PS, Radstand 3,03 m, Spurweite 1350 mm, Bereifung  815 × 105, Höchstgeschwindigkeit 80 km/h. Preis in Frankreich 8250 Franc ohne Bereifung.[7]
- 18CV: gebaut 1919 bis 1923, 4 Zylinder, 3960 cm³ Hubraum (Bohrung × Hub 95 × 140 mm), 45 PS, Radstand 3,38 m, Höchstgeschwindigkeit 90 km/h.
- 30CV: gebaut 1919 bis 1927, 6 Zylinder, 6108 cm³ Hubraum (Bohrung × Hub 100 × 130 mm), 70 PS, Radstand 3,58 m, Höchstgeschwindigkeit 100–120 km/h.[8][9]

Diese Fahrzeuge wurden ab 1923 durch eine neue Typengeneration abgelöst:
- 14CV: gebaut 1924 bis 1929, 4 Zylinder, 2613 cm³ Hubraum (Bohrung × Hub 80 × 130 mm), 50 PS, Radstand 3,40 m, Höchstgeschwindigkeit 90–100 km/h.
- 20CV Special: gebaut 1923 bis 1929, 4 Zylinder, 3960 cm³ Hubraum (Bohrung × Hub 95 × 140 mm), 80 PS, Radstand 3,38 oder 3,44 m, Höchstgeschwindigkeit 100–115 km/h.

Ende der 1920er Jahre folgte eine dritte Typengeneration:
- 20CV Grand Luxe: gebaut 1928 bis 1933, 6 Zylinder, 3770 cm³ Hubraum (Bohrung × Hub 80 × 125 mm), 75 PS, Radstand 3,58 m, Höchstgeschwindigkeit 115–125 km/h.
- 26CV: gebaut 1929 bis 1933, einzelne auf Wunsch bis 1935, 6 Zylinder, 4550 cm³ Hubraum (Bohrung × Hub 88 × 125 mm), 95 PS, Radstand 3,58 m, Höchstgeschwindigkeit 120–130 km/h.

Fahrzeuge dieser Marke sind in mehreren Automuseen zu besichtigen, überwiegend in Frankreich.